# Суспільно-економічна формація
Суспі́льно-економі́чна форма́ція — одне з базових понять соціальної філософії марксизму, історичний тип суспільства, цілісний «соціальний організм», що базується на певному способі виробництва. Одна із основних категорій історичного матеріалізму.
Сам термін «формація» був запозичений з геології і введений в суспільні науки Марксом. У геології під формацією розуміється спосіб утворення гірської породи.
Формація в марксизмі характеризується специфічною структурою (базисом і надбудовою) і законами виникнення, функціонування та розвитку. Виділяють п'ять суспільно-економічних формацій, що становлять ступені історичного прогресу:
- первіснообщинна
- рабовласницька
- феодальна
- капіталістична
- комуністична

Поняття «суспільно-економічна формація» обґрунтовує положення про те, що кожний ступінь розвитку суспільства характеризується особливостями, які зумовлені способом виробництва й відрізняють його від інших ступенів. У марксизмі суспільно-економічна формація дозволяє виявити повторюваність, спільність суттєвих рис у країнах з однаковим рівнем розвитку виробництва, розкрити причини виникнення суспільних класів і класової боротьби, їхню роль у житті суспільства, відкрити специфічні і загальні закони розвитку формацій і тим самим представити історію суспільства як природничо-історичний закономірний процес.
Спосіб виробництва, що лежить в основі суспільно-економічної формації, є єдність взаємодії продуктивних сил і виробничих відносин (відносин власності на засоби виробництва). На основі способу виробництва формуються надбудовні відносини (політичні, юридичні та ідеологічні інститути суспільства), які закріплюють сформовані виробничі відносини. Єдність взаємодії надбудови і способу виробництва і становить суспільно-економічну формацію.
За марксизмом перехід від однієї суспільно-економічної формації до іншої здійснюється шляхом соціальної революції, яка розв'язує антагоністичні суперечності між новими продуктивними силами і застарілими виробничими відносинами, а також між базисом і надбудовою. Капіталізм завершує розвиток класово антагоністичного суспільства.